# 欣廷軒

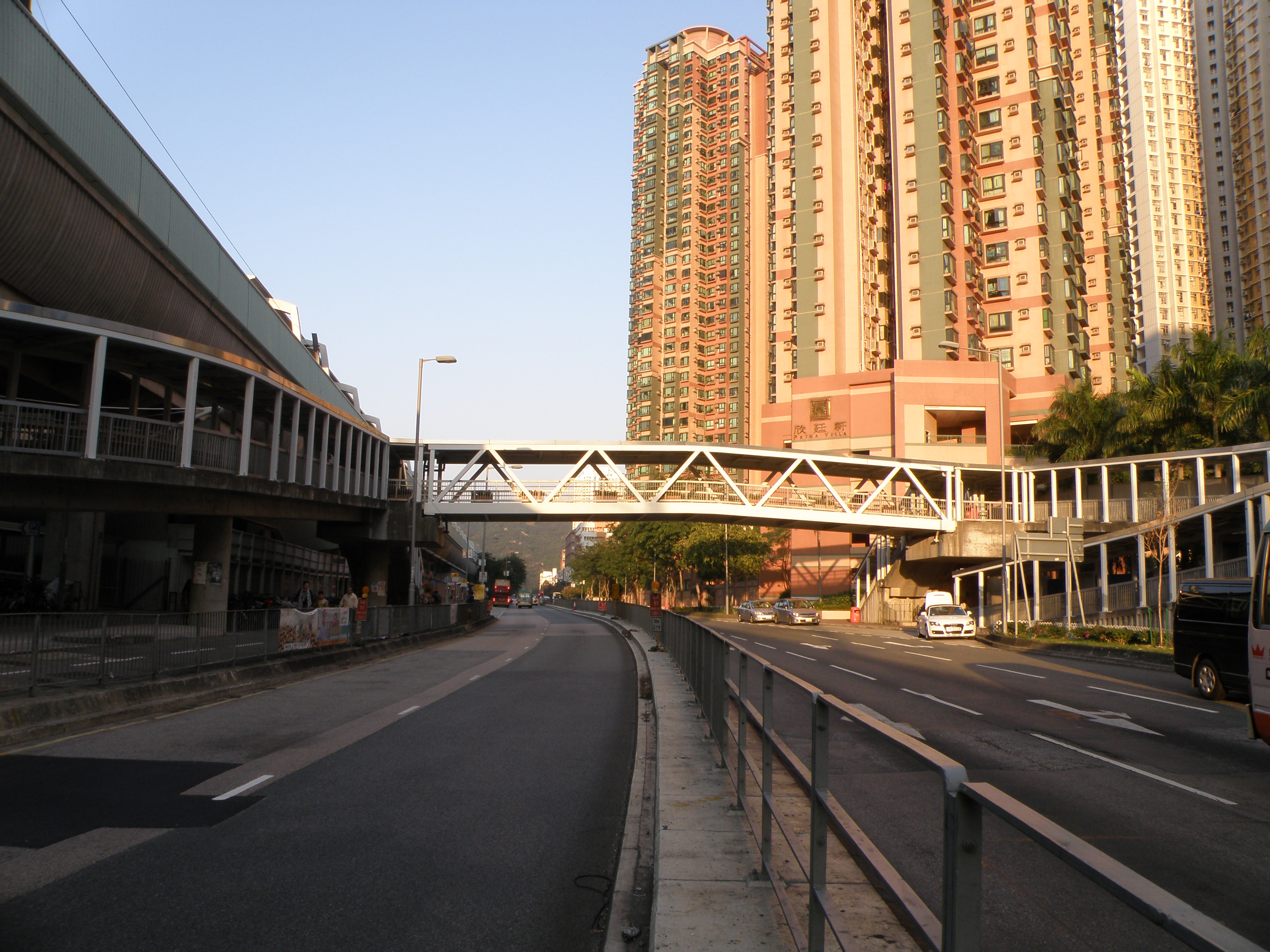
插桅杆街，旁為欣廷軒

欣廷軒（英語：Prima Villa）位於香港新界沙田區小瀝源翠欣街8號的私人屋苑，鄰近插桅杆街、愉翠苑、愉田苑、林大輝中學及港鐵第一城站。發展商為新鴻基地產，於2001年9月入伙。

## 屋苑資料
欣廷軒規模不大，主要提供500餘方呎單位，毗鄰屯馬綫第一城站。會所佔地逾 6萬方呎，一般設施齊備，設兒童會所，多組室內外康體組合。
- 單位總數：1,024個
- 住宅座數：4座
- 住客車位總數：256個
- 樓高: 32層(住宅單位部分)
- 住客會所：室外游泳池、網球場、全天候室內運動場、乒乓球室、兒童遊戲室、健身室、舞蹈室、桌球室、蒸氣浴室、桑拿浴室、兒童遊樂場。

## 歷史
欣廷軒現址屬沙田海填海地，最初用作圓洲角臨時房屋區近插桅杆街的一部分。1980年代尾，發展商原本計劃把欣廷軒現址發展為商貿用途，預計1988年落成。當時已興建成平台層，但後來發展商成功向政府申請改變為住宅用途，逐把興建中的商貿大廈工程叫停並把已建成的平台層清拆，重新規劃並發展成欣廷軒現址。

## 外部連結
- 官方網頁 （页面存档备份，存于）